# Isoetes
Isoetes este un gen de plante din familia Isoetaceae.
Specii
- Isoetes alpina
- Isoetes andicola
- Isoetes appalachiana
- Isoetes brochonii
- Isoetes durieui
- Isoetes echinospora
- Isoetes flaccida
- Isoetes gemmifera
- Isoetes histrix
- Isoetes lacustris
- Isoetes louisianensis
- Isoetes melanospora
- Isoetes nuttallii
- Isoetes tegetiformans
- Isoetes tenella
- Isoetes tenuissima